# 루이스 엔히키
루이스 엔히키 안드레 호자 다 시우바 (Luiz Henrique André Rosa da Silva, 2001년 1월 2일 ~ )는 브라질의 축구 선수이며, 현재 러시아 프리미어리그의 제니트 상트페테르부르크에서 공격수로 뛰고 있다.